# Boroondara City
Koordinaten: 37° 50′ S, 145° 4′ O

Boroondara City ist ein lokales Verwaltungsgebiet (LGA) im australischen Bundesstaat Victoria. Boroondara gehört zur Metropole Melbourne, der Hauptstadt Victorias. Das Gebiet ist 60 km² groß und hat etwa 160.000 Einwohner.
Boroondara liegt 5 bis 14 km östlich des Stadtzentrums von Melbourne und enthält 12 Stadtteile: Ashburton, Balwyn, Balwyn North, Camberwell, Canterbury, Hawthorn, Hawthorn East, Kew, Kew East und Teile von Glen Iris, Mont Albert und Surrey Hills. Die Westgrenze der City bildet der Yarra River. Der Sitz des City Councils befindet sich in Camberwell.
Der Name Boroondara bedeutet „schattig dichtes Land“ in der Sprache der lokalen Ureinwohner und deutet auf die waldreiche Vergangenheit des Gebietes hin. 1837 siedelten dort die ersten Europäer. Heute hat die City neben Parkanlagen große Wohngebiete und einige der teuersten und exklusivsten Wohngegenden Melbournes z. B. in den Stadtteilen Canterbury und Kew.
Boroondara ist ein Zentrum für Bildung in Melbourne. Es hat die größte Dichte an Privatschulen weltweit. Außerdem gibt es fünf Bibliotheken in Boroondara.
Der australische Komiker und Dame-Edna-Darsteller Barry Humphries ist im Stadtteil Camberwell geboren und aufgewachsen.

## Verwaltung
Der Boroondara City Council hat zehn Mitglieder, die von den Bewohnern der zehn Wards gewählt werden. Diese zehn Bezirke (Bellevue, Maranoa, Maling, Lynden, Solway, Gardiner, Studley, Cotham, Junction und Glenferrie) sind unabhängig von den Stadtteilen festgelegt. Aus dem Kreis der Councillor rekrutiert sich auch der Mayor (Bürgermeister) des Councils.